# Игњатије Брјанчанинов
Свети Игњатије (рус. Игнатий; световно име Дмитриј Александрович Брјанчанинов, рус. Дмитрий Александрович Брянчанинов) је руски православни светитељ и писац.

## Биографија
Рођен је 5. фебруара 1807. године у селу Покровско у Русији. Крштено име му је било Димитрије.
Након школовања у Петрограду одлучио се, најпре, за официрски позив. Након тешке болести замонашио се у Александро-Свирском манастиру, 1831. године, када узима име Игњатије. Убрзо постаје игуман манастира Тројице-Сергејеве пустиње близу Петрограда.
Године 1857. изабран је за епископа Кавкаског и Црноморског. Епископ Игњатије није дуго управљао Кавкаском епархијом. Након поновне болести одлази у Николо-Бабајевски манастир, где умире 30. априла 1867. године.
За собом је оставио значајна књижевна дела, од којих су најпознатија: „Огледи из аскетике“, „Аскетска проповед и писма мирјанима“, „Допринос савременом монаштву“ и „Отачник“.